# Jean Henri Latude

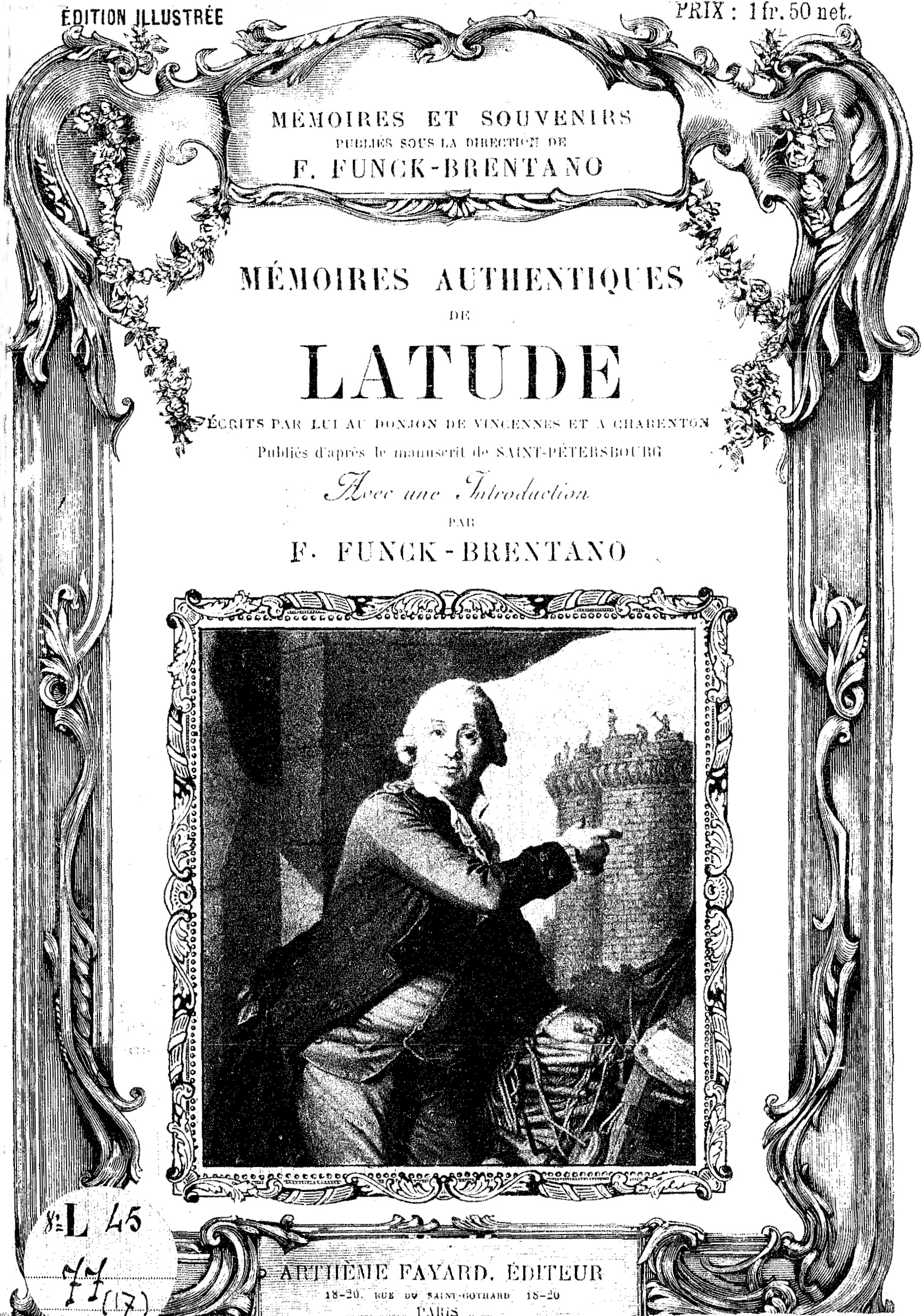
Memoires van Latude

Jean Henri Latude (Montagnac 23 maart 1725 – Parijs 1 januari 1805) was een Franse schrijver, fantast en querulant. Hij werd beroemd door zijn jarenlange gevangenschap, zijn vele ontsnappingspogingen en de commotie die hij wist op te wekken met de publicatie van zijn gedeeltelijk verzonnen memoires.

## Biografie

### Jeugd
Latude werd geboren in Montagnac in het toenmalige Languedoc. Zijn moeder was van burgerlijke afkomst, zijn vader heeft hij nooit gekend. Hij trad toe tot het koninklijke leger, als leerling-chirurgijn, en die hoedanigheid nam hij deel aan de Oostenrijkse Successieoorlog. Na de oorlog stapte hij uit het leger en leidde een verkwistend en armoedig bestaan in Parijs, waar hij naar eigen zeggen wiskunde studeerde. Hij ondernam een mislukte poging om de intendant van het leger op te lichten door een brief te schrijven, waarin hij beweerde in het leger van 678 pond beroofd te zijn.

### Het complot tegen Madame de Pompadour
In 1749 bedacht Latude een list om in de gunst te komen bij Madame de Pompadour, de toenmalige maîtresse van koning Lodewijk XV en een van de machtigste personen van het toenmalige Frankrijk. Hij stuurde een bombrief naar haar huis, om haar vervolgens zelf te waarschuwen voor de op handen zijnde aanslag, in de hoop hier een beloning voor te ontvangen. Aanvankelijk leek het plan te lukken, maar toen de politie niet verder kwam in de complottheorie van Latude werd het plan doorzien. In plaats van te bekennen, bleef Latude volharden in zijn verzinsels. Hij werd op 1 mei 1749 gevangengezet in de Bastille.

### Gevangenschap en ontsnappingen

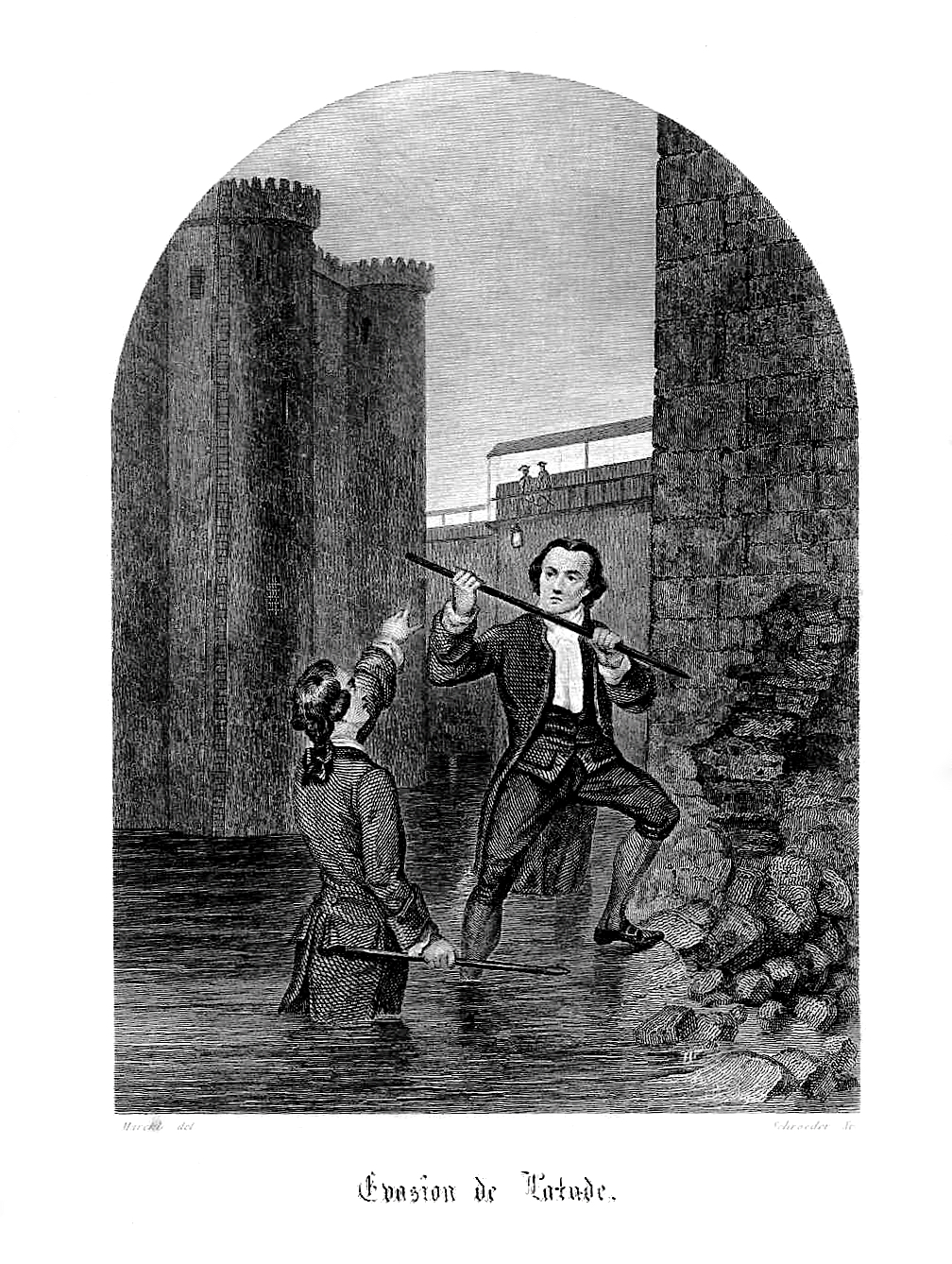
Ontsnappen van Latude

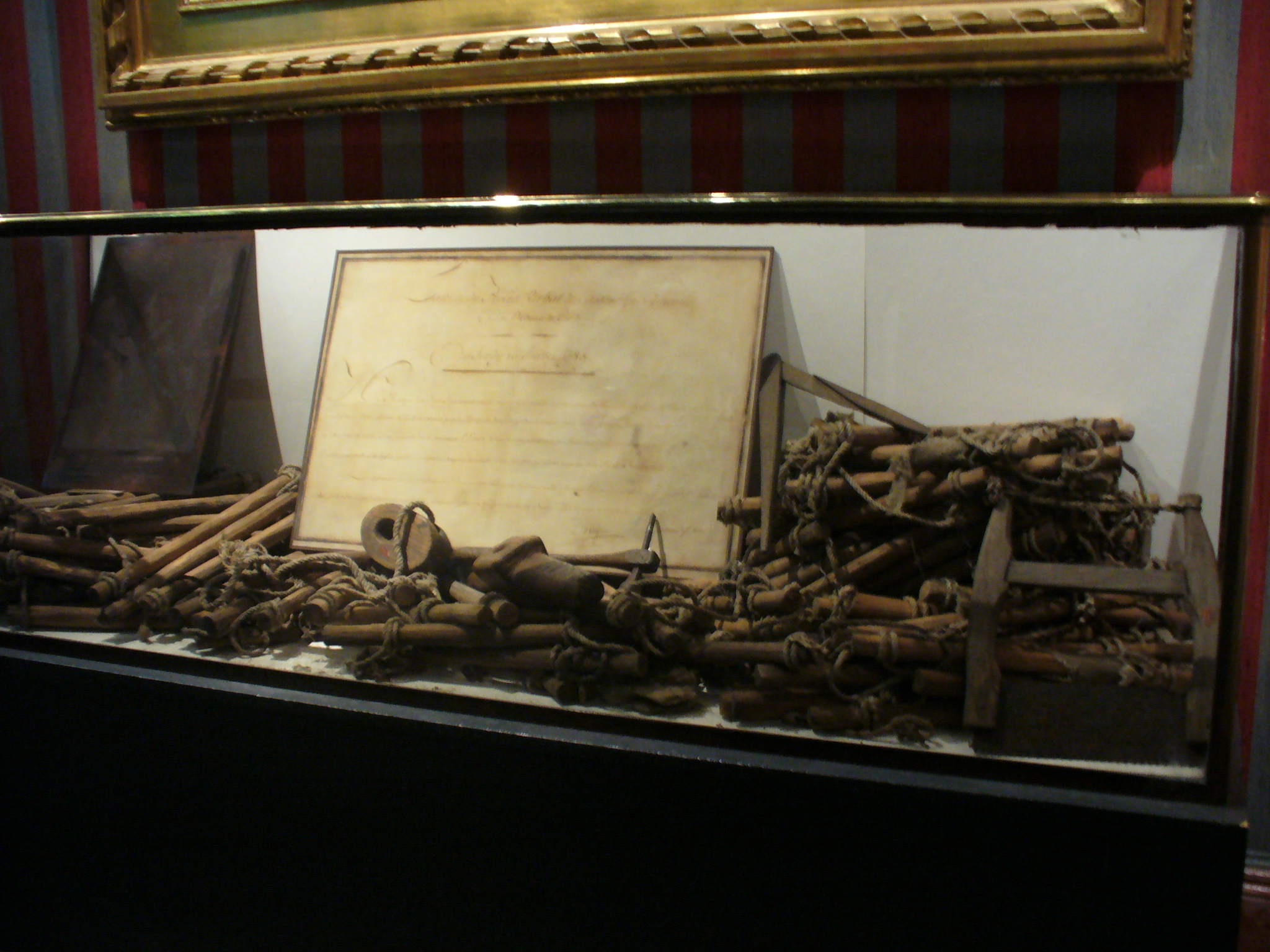
De touwladder van Latude, Musée Carnavalet

Na een kort verblijf in de Bastille beklaagde hij zich in een brief bij Madame de Pompadour, waarop hij werd overgeplaatst naar het Kasteel van Vincennes. Hier wist hij in 1750 voor de eerste maal te ontsnappen. Na zijn arrestatie werd hij wederom in de Bastille opgesloten, waaruit hij in 1756 wist te ontvluchten door, met behulp van uit brandhout gesneden plateaus, via de schoorsteen naar boven te klimmen en zich via een van kleding gevlochten, en in een koffer verborgen, touwladder naar beneden te laten. In 1764 werd hij weer overgeplaatst naar het Kasteel van Vincennes, waaruit hij in 1765 wederom wist te ontvluchten, maar voor een derde maal ook weer gepakt kon worden.
Zijn behandeling verslechterde na iedere ontsnappingspoging, zo werd hij regelmatig in de isoleercellen geplaatst in de kerkers van de gevangenissen, bedoeld voor opstandige gevangenen. In 1775 kreeg hij minister Malesherbes zo ver dat zijn geval opnieuw bekeken werd. Men concludeerde dat hij gek was, en hij werd in een gekkenhuis in Saint-Maurice geplaatst. Daaruit werd hij in 1777 ontslagen, onder voorwaarde dat hij zich in zijn geboortedorp zou vestigen.
Na zijn vertrek uit de kliniek werd hij echter op 70 kilometer afstand van Parijs ingehaald en opnieuw gevangengezet, ditmaal in het Bicêtre Hospitaal op verdenking van diefstal. Deze gevangenisperiode zou de zwaarste blijken voor Latude, die onder andere scheurbuik opliep. Wel wist hij, mede door zijn publicaties, steeds meer aandacht voor zijn zaak te krijgen. Een Madame Legros, die Latude leerde kennen via een van zijn publicaties ontfermde zich over hem en schreef namens hem een overtuigend gratieverzoek, dat uiteindelijk leidde tot zijn vrijlating in 1784. 
Gedurende zijn jaren in de gevangenis, toonde Latude zich een meester in het verdraaien van de werkelijkheid. Zo deed hij zich regelmatig voor als oorlogsheld, als zoon van de (niet bestaande) Markies de la Tude en als slachtoffer van een machtsspel van Madame de Pompadour.

### Na de Franse Revolutie
In 1789, na de Franse Revolutie, werd Latude geëerd als verzetsheld tegen de gevestigde orde met een ereschaal en de onthulling van een naar hem vernoemde waterpomp voor het gemeentehuis. Ook kreeg hij een toelage toegewezen. Door Antoine Vestier werd een portret van hem geschilderd waarop hij wordt weergegeven voor de Bastille, ten tijde van de bestorming. De ereschaal, de waterpomp en het schilderij zijn, evenals de touwladder die hij gebruikte tijdens zijn ontsnapping uit de Bastille, te zien in het Musée Carnavalet.
In 1793 dwong de Nationale Conventie de erfgenamen van Madame de Pompadour, Latude een schadevergoeding van 60 duizend frank te betalen, waarvan hij evenwel slechts een zesde ontving. Hierna trok Latude zich terug uit het openbare leven.
Hij overleed in Parijs in obscuriteit op 1 januari 1805.

## Werken
Het belangrijkste werk van Latude is het verslag van zijn gevangenschap, dat hij schreef samen met een advocaat genaamd Thiery. Het boek verscheen in 1787, twee jaar voor de Franse Revolutie, onder de titel Le Despotisme dévoilé, ou Mémoires de Henri Masers de la Tude, détenu pendant trente-cinq ans dans les diverses prisons d'état (letterlijk vertaald: Het despotisme onthuld, of de memoires van Henri Masers de la Tude, gedurende 35 jaar opgesloten in diverse staatsgevangenissen). Het boek werd gedrukt door een Amsterdamse uitgeverij.
Het verhaal dat Latude optekende staat bol van de leugens en overdrijvingen, maar genoot desondanks aanzienlijke populariteit in de tijd van de Franse Revolutie. Naast dit werk heeft Latude nog diverse essays geschreven over een breed scala van onderwerpen, die weinig populariteit kenden.